# 南小麝鼩
南小麝鼩（学名：Crocidura horsfieldi）也称长尾小麝鼩，为鼩鼱科麝鼩属的动物。分布于南亚等地，主要生活于山地。该物种的模式产地在斯里兰卡。
原分布于东南亚中南半岛及中国南方的部分物种被视为本种的亚种，2003年学者将这些亚种升级为独立种，本种仅分布于南亚地区。目前中国大陆有些资料将印支小麝鼩（Crocidura indochinensis）称作“南小麝鼩”。

## 原属于本种的亚种
- 南小麝鼩印支亚种（学名：Crocidura horsfieldi indochinensis），Robinson et Kloss于1922年命名。在中国大陆，分布于云南（德钦）等地。该物种的模式产地在越南。[5]
- 南小麝鼩台湾亚种（学名：Crocidura horsfieldi tadae），Tokuda et Kano于1936年命名。分布于台湾岛等地。该物种的模式产地在台湾兰屿。[6]
- 南小麝鼩海南亚种（学名：Crocidura horsfieldi wuchihensis），Wang于1966年命名。在中国大陆，分布于海南等地。该物种的模式产地在海南水满。[7]